# Stadionul Luceafărul
Stadionul Luceafărul a fost construit în 2011 și găzduiește meciurile echipei Luceafărul Oradea.

## Galerie

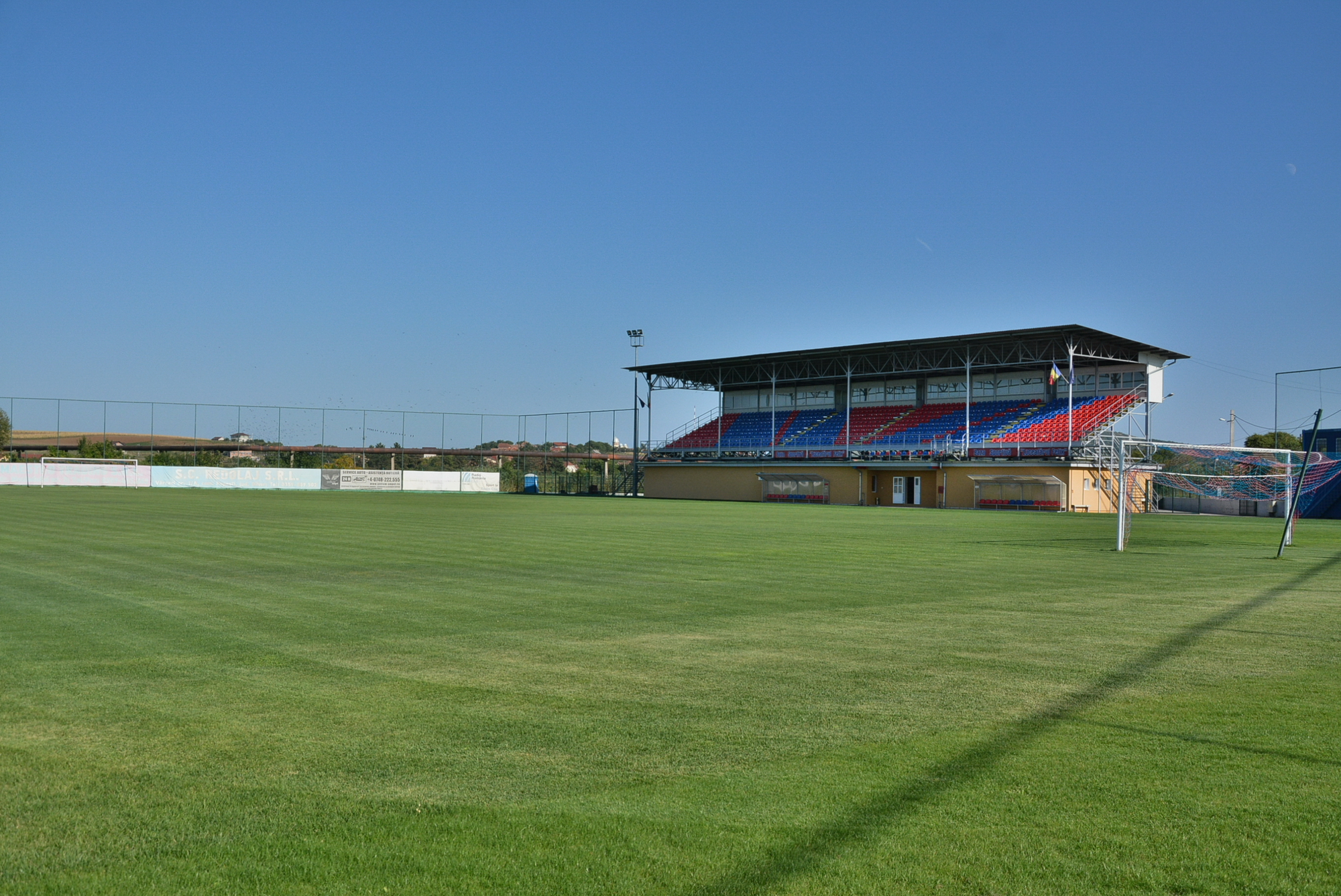
Tribuna 1 vazută de pe partea opusă.
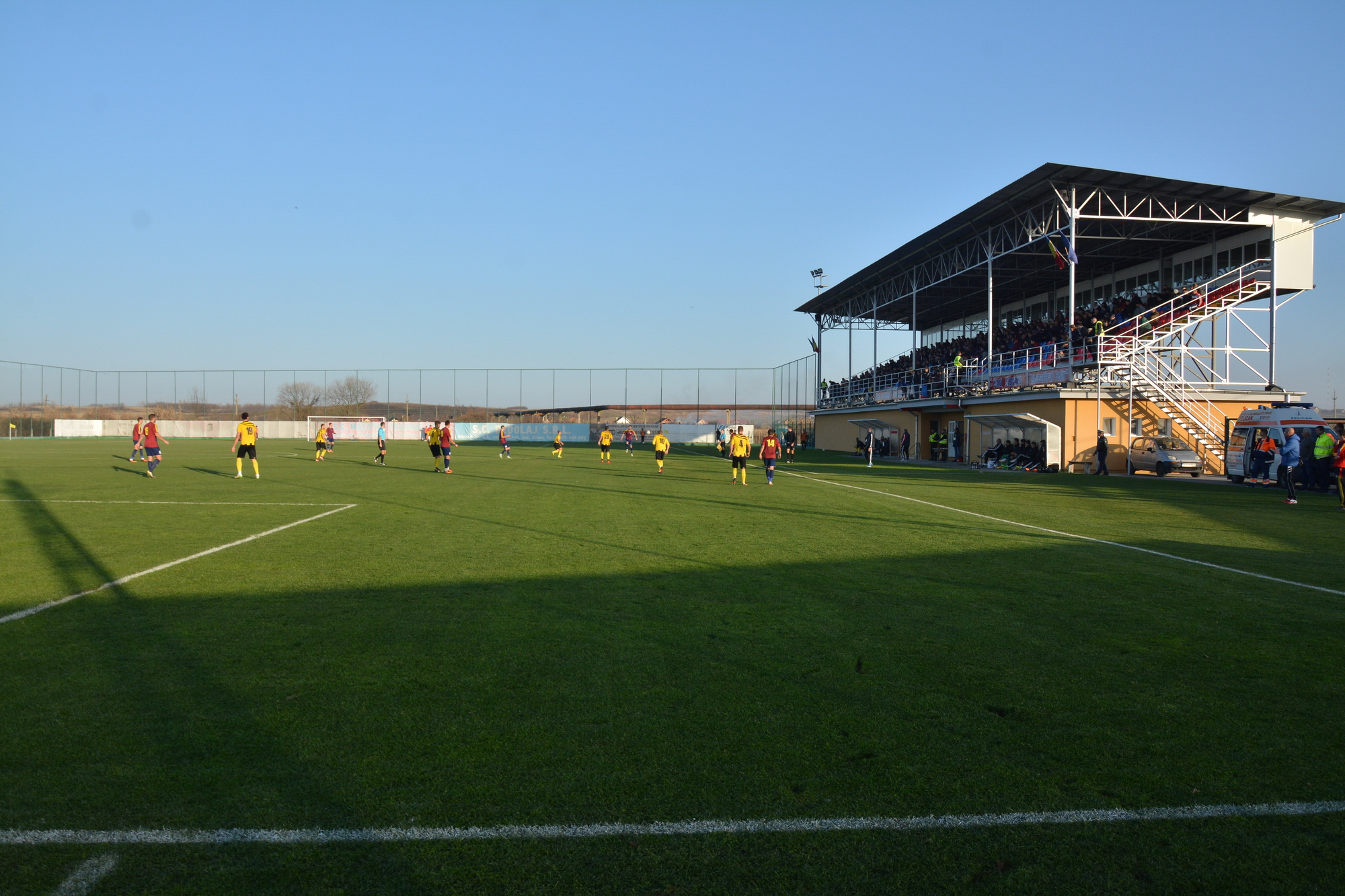
Stadionului vazut din capătul Vestic.